# Eleições estaduais na Bahia em 2022
As eleições estaduais na Bahia em 2022 foram realizadas em 2 de outubro (primeiro turno) e 30 de outubro (segundo turno), como parte das eleições gerais no Brasil. Os baianos aptos a votar elegeram seus representantes na seguinte proporção: trinta e nove deputados federais, um senador e sessenta e três deputados estaduais.
O governador e o vice-governador eleitos nesta eleição exercerão um mandato alguns dias mais longo. Isso ocorre devido a Emenda Constitucional n° 111, que alterou a Constituição e estipulou que o mandato dos governadores dos estados e do Distrito Federal deverá ser iniciado em 6 de janeiro após a eleição. Tal medida só entra em vigor a partir de 2027, logo os eleitos em 2022 ainda assumirão seus cargos no dia 1° de janeiro de 2023.
Em 2018, o governador Rui Costa, do Partido dos Trabalhadores (PT), foi reeleito no primeiro turno, com 5.096.062 votos, o equivalente a 75,50% dos votos válidos. Pela legislação eleitoral, Costa não está elegível a uma novo mandato consecutivo. Para a eleição ao Senado Federal, estava em disputa a vaga do senador incumbente Otto Alencar, do Partido Social Democrático (PSD), que concorreu à reeleição e foi reeleito, com 58,32% dos votos válidos.
Pela segunda vez na história, a Bahia decidiu a eleição para governador no segundo turno, em uma disputa entre ACM Neto, do União Brasil (UNIÃO) e Jerônimo, do Partido dos Trabalhadores (PT). A primeira decisão em segundo turno para uma eleição estadual baiana ocorreu no pleito de 1994, entre Paulo Souto (PFL) e João Durval Carneiro (PMN). Jerônimo foi eleito no segundo turno, com 52,79% dos votos válidos.

## Calendário eleitoral
| Calendário eleitoral          | Calendário eleitoral                                                             |
| ----------------------------- | -------------------------------------------------------------------------------- |
| 15 de maio                    | Início do financiamento coletivo dos pré-candidatos                              |
| 20 de julho a 5 de agosto     | Convenções partidárias para a escolha dos candidatos e das coligações            |
| 26 de agosto a 29 de setembro | Propaganda eleitoral gratuita no rádio e na televisão relativa ao primeiro turno |
| 2 de outubro                  | Primeiro turno das eleições                                                      |
| 7 a 28 de outubro             | Propaganda eleitoral gratuita no rádio e na televisão relativa ao segundo turno  |
| 30 de outubro                 | Segundo turno das eleições                                                       |
| até 19 de dezembro            | Diplomação dos eleitos pela Justiça Eleitoral                                    |

## Candidatos ao governo da Bahia

### Candidaturas confirmadas
As convenções partidárias iniciaram-se no dia 20 de julho, se estendendo até 5 de agosto. Os partidos políticos tiveram até 15 de agosto de 2022 para registrar formalmente os seus candidatos. Os seguintes políticos confirmaram suas candidaturas.
| Nº | Governador   | Governador                                        | Governador         | Governador                                                                              | Vice-governador (a) | Vice-governador (a) | Vice-governador (a)                                   | Vice-governador (a) | Coligação Partido(s)                                                                                               | Tempo de Horário Eleitoral | Ref.         |
| Nº | Candidato(a) | Candidato(a)                                      | Partido Federação  | Cargos relevantes                                                                       | Candidato(a)        | Candidato(a)        | Candidato(a)                                          | Partido Federação   | Coligação Partido(s)                                                                                               | Tempo de Horário Eleitoral | Ref.         |
| -- | ------------ | ------------------------------------------------- | ------------------ | --------------------------------------------------------------------------------------- | ------------------- | ------------------- | ----------------------------------------------------- | ------------------- | --- | -------------------------- | ------------ |
| 13 |              | Jerônimo Rodrigues Jerônimo Rodrigues Souza       | PT FE.Brasil       | - Secretário Estadual de Educação da Bahia (2019-2022)                                  |                     |                     | Geraldo Júnior Geraldo Alves Ferreira Júnior          | MDB                 | Pela Bahia, Pelo Brasil FE Brasil (PT, PCdoB e PV), PSD, PSB, Avante e MDB                                         | 3m39s                      | [ 8 ] [ 9 ]  |
| 21 |              | Giovani Damico                                    | PCB                |                                                                                         |                     |                     | João Lucas João Lucas Coimbra Sousa                   | PCB                 | Sem coligação | Sem tempo de rádio e TV    | [ 10 ]       |
| 22 |              | João Roma João Inácio Ribeiro Roma Neto           | PL                 | - Deputado Federal pela Bahia (2019-2022) - Ministro da Cidadania do Brasil (2021-2022) |                     |                     | Leonídia Umbelina Leonídia Umbelina Conceição Santana | PMB                 | Bahia de Mãos Dadas com o Brasil PL, PMB, Patriota, Agir e PROS                                                    | 1m12s                      | [ 13 ] [ 9 ] |
| 29 |              | Marcelo Millet Marcelo Millet Oliveira            | PCO                |                                                                                         |                     |                     | Roque Vieira Júnior                                   | PCO                 | Sem coligação | Sem tempo de rádio e TV    | [ 14 ]       |
| 44 |              | ACM Neto Antônio Carlos Peixoto de Magalhães Neto | UNIÃO              | - Deputado Federal pela Bahia (2003-2012) - Prefeito de Salvador (2013-2020)            |                     |                     | Ana Coelho Ana Ferraz Coelho                          | Republicanos        | Pra Mudar a Bahia UNIÃO, Republicanos, PP, Fed. PSDB Cidadania, PSC, PTB, PDT, PODE, PRTB, Solidariedade, PMN e DC | 4m39s                      | [ 15 ] [ 9 ] |
| 50 |              | Kleber Rosa Kleber Rosa de Souza                  | PSOL Fed.PSOL Rede |                                                                                         |                     |                     | Ronaldo Mansur Ronaldo Mansur Santos Silva            | PSOL Fed.PSOL Rede  | Agora é a Vez do Povo Fed. PSOL REDE                                                                               | 27s                        | [ 9 ]        |

## Candidatos ao Senado Federal
As convenções partidárias iniciaram-se no dia 20 de julho, se estendendo até 5 de agosto. Os partidos políticos tiveram até 15 de agosto de 2022 para registrar formalmente os seus candidatos. Os seguintes políticos confirmaram suas candidaturas.

### Candidaturas confirmadas
Nota: a tabela a seguir está organizada por ordem alfabética de candidatos, de acordo com o nome registrado na Justiça Eleitoral.
| Senador(a)                     | Senador(a) | Senador(a) | Cargo político anterior                    | Suplentes        | Suplentes | Suplentes | Suplentes                 | Suplentes | Suplentes | Coligação/ Federação                                                                                               | Número eleitoral | Tempo de horário eleitoral |
| Candidato                      | Partido    | Partido    | Cargo político anterior                    | Candidato        | Partido   | Partido   | Candidato                 | Partido   | Partido   | Coligação/ Federação                                                                                               | Número eleitoral | Tempo de horário eleitoral |
| ------------------------------ | ---------- | ---------- | ------------------------------------------ | ---------------- | --------- | --------- | ------------------------- | --------- | --------- | --- | ---------------- | -------------------------- |
| Cacá Leão                      |            | PP         | Deputado federal pela Bahia (2015 – 2023)  | Ronaldo Carletto |           | PP        | Irma Lemos                |           | UNIÃO     | Pra Mudar a Bahia UNIÃO, Republicanos, PP, Fed. PSDB Cidadania, PSC, PTB, PDT, PODE, PRTB, Solidariedade, PMN e DC | 111              | 2m19s                      |
| Cícero Araújo                  |            | PCO        | Sem cargo político anterior                | Silvano Souza    |           | PCO       | Pedro Henrique Cavalcanti |           | PCO       | Sem coligação | 290              | Sem tempo de rádio e TV    |
| Doutora Raíssa Soares          |            | PL         | Secretária de Saúde de Porto Seguro (2021) | Ulisses Brambini |           | PL        | Zildete Silva             |           | PL        | Bahia de Mãos Dadas com o Brasil PL, PMB, Patriota, Agir e PROS                                                    | 222              | 36s                        |
| Marcelo Barreto Luz Para Todos |            | PMN        | Sem cargo político anterior                | Marivaldo Neves  |           | PMN       | Rosa Virgínia Montalvão   |           | PMN       | Sem coligação | 333              | Sem tempo de rádio e TV    |
| Otto Alencar                   |            | PSD        | Senador pela Bahia (2015 – atualidade)     | Terence Oliveira |           | PT        | Hildinha Menezes          |           | PSD       | Pela Bahia, Pelo Brasil FE Brasil (PT, PCdoB e PV), PSD, PSB, Avante e MDB                                         | 555              | 1m49s                      |
| Tâmara Azevedo                 |            | PSOL       | Sem cargo político anterior                | Prof Max         |           | PSOL      | Zem Costa                 |           | PSOL      | Juntos Vamos Governar Fed. PSOL REDE, UP                                                                           | 500              | 13s                        |

### Desistências
- João Leão (PP) - Vice-governador da Bahia (2015–2022); Deputado federal pela Bahia (1995–2015) e Prefeito de Lauro de Freitas (1989–1993). Ele afirmou que a desistência ocorre por conta da idade e dificuldade de acompanhar o ritmo do pré-candidato ao governo da Bahia, ACM Neto.[22]

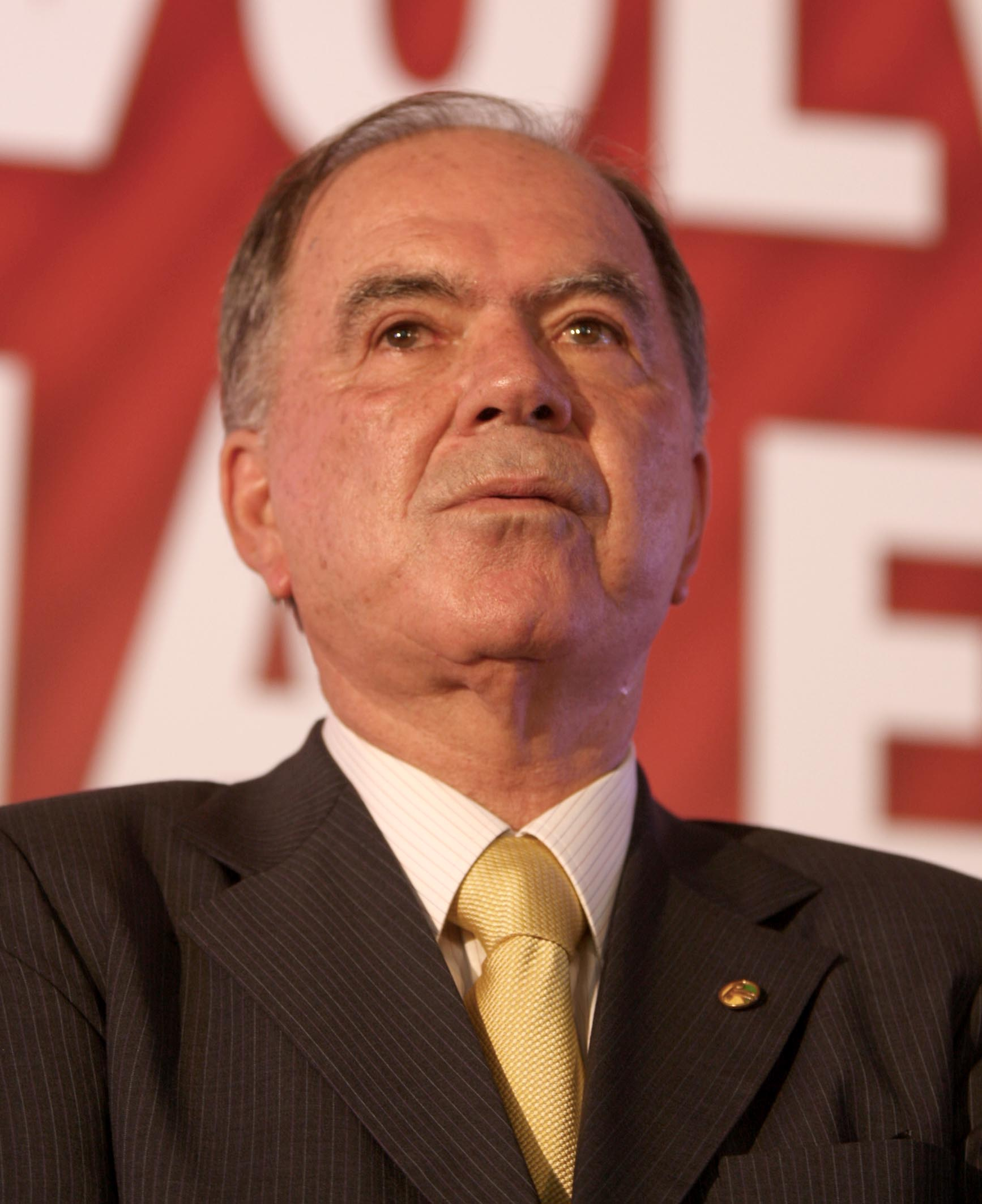
Vice-Governador da Bahia João Leão (PP)

## Debates
Os debates televisionados ocorreram entre os dias 7 de agosto e 27 de setembro de 2022 no primeiro turno. No segundo turno, ocorrerão entre 13 de outubro e 27 de outubro de 2022.
| Data                   | Organizadores                                | Mediador(a)      | Estúdios                                              | Participaram                            | Não convidados                |
| ---------------------- | -------------------------------------------- | ---------------- | ----------------------------------------------------- | --------------------------------------- | ----------------------------- |
| 7 de agosto de 2022    | TV Bandeirantes Bahia e BandNews FM Salvador | Carolina Rosa    | Sede do Grupo Bandeirantes de Comunicação em Salvador | Jerônimo João Roma Kleber Rosa          | Giovani Damico Marcelo Millet |
| 6 de setembro de 2022  | TV Educativa da Bahia e Educadora FM         | Jhonatã Gabriel  | Sede do IRDEB em Salvador                             | Jerônimo João Roma Kleber Rosa          | Giovani Damico Marcelo Millet |
| 27 de setembro de 2022 | TV Bahia e G1 Bahia                          | Graziela Azevedo | Sede da Rede Bahia em Salvador                        | ACM Neto Jerônimo João Roma Kleber Rosa | Giovani Damico Marcelo Millet |
| 13 de outubro de 2022  | TV Aratu e Aratu On                          | Casemiro Neto    | Sede do Grupo Aratu em Salvador                       | ACM Neto                                | –                             |
| 17 de outubro de 2022  | TV Bandeirantes Bahia e BandNews FM Salvador | Carolina Rosa    | Sede do Grupo Bandeirantes de Comunicação em Salvador | ACM Neto                                | –                             |
| 27 de outubro de 2022  | TV Bahia, G1 Bahia, Bahia FM e Bahia FM Sul  | Graziela Azevedo | Sede da Rede Bahia em Salvador                        | ACM Neto                                | –                             |

## Pesquisas de opinião

### Primeiro turno
O primeiro turno aconteceu em 2 de outubro de 2022, e teve como resultado um segundo turno entre ACM Neto e Jerônimo Rodrigues.
2022
| Institutos de opinião           | Datas de realização                 | Entrevistados | Neto UNIÃO | Jerônimo PT | Roma PL | Rosa PSOL | Damico PCB | Millet PCO | Abstenções/ Indecisos | Vantagem |
| Institutos de opinião           | Datas de realização                 | Entrevistados | | | | | | | Abstenções/ Indecisos | Vantagem |
| DataFolha/Metrópole             | 30 de setembro-1 de outubro de 2022 | 2.500 | 46% | 34% | 8% | 1% | 1% | 1% | 10% | 12% |
| AtlasIntel/A Tarde              | 26–30 de setembro de 2022           | 2.000 | 39% | 45,4% | 8,7% | 1,9% | – | – | 2,9% | 6,4% |
| DataQualy/Política Livre        | 23–29 de setembro de 2022           | 2.028 | 49,1% | 29,6% | 4,7% | 0,5% | 0,2% | 0,3% | 15,6% | 19,5% |
| Veritá/Tripper                  | 24–28 de setembro de 2022           | 3.024 | 40,9% | 36,5% | 14% | 0,6% | 0,2% | 0,1% | 7,8% | 4,4% |
| AtlasIntel/A Tarde              | 22–26 de setembro de 2022           | 1.600 | 39,6% | 46,5% | 9,9% | 1,5% | – | – | 2,4% | 6,9% |
| Paraná Pesquisas/Bahia Notícias | 19-23 de setembro de 2022           | 1.540 | 46,5% | 30,2% | 9,7% | 0,5% | 0,3% | 0,6% | 12,2% | 16,3% |
| IPEC/TV Bahia                   | 20-22 de setembro de 2022           | 1.504 | 47% | 32% | 6% | 1% | – | 1% | 12% | 15% |
| DataFolha/Metrópole             | 19-21 de setembro de 2022           | 1.526 | 48% | 31% | 8% | 0% | 0% | 1% | 12% | 17% |
| Paraná Pesquisas/Bahia Notícias | 14-18 de setembro de 2022           | 1.540 | 51,2% | 24,2% | 10,4% | 1% | 0,5% | 1% | 11,8% | 27% |
| DataFolha/Metrópole             | 12-14 de setembro de 2022           | 1.212 | 49% | 28% | 7% | 1% | 1% | 1% | 14% | 21% |
| Paraná Pesquisas/Bahia Notícias | 1-5 de setembro de 2022             | 1.540 | 52,9% | 20,5% | 11,6% | 0,8% | 0,6% | 1% | 12,7% | 32,4% |
| Real Big Time Data/RecordTV     | 2-3 de setembro de 2022             | 1.200 | 49% | 24% | 9% | – | – | – | 18% | 25% |
| IPEC/TV Bahia                   | 23-25 de agosto de 2022             | 1.008 | 56% | 13% | 7% | 1% | – | 2% | 20% | 43% |
| DataFolha/Metrópole             | 22-24 de agosto de 2022             | 1.008 | 54% | 16% | 8% | – | 1% | 1% | 20% | 38% |
| Paraná Pesquisas/Bahia Notícias | 11-15 de agosto de 2022             | 1.640 | 53,5% | 18,2% | 11,1% | 0,2% | 0,4% | 0,9% | 15,7% | 35,3% |
| 9 de agosto de 2022             | 9 de agosto de 2022                 | O Partido da Causa Operária lança Marcelo Millet como candidato ao Governo da Bahia em 2022. | O Partido da Causa Operária lança Marcelo Millet como candidato ao Governo da Bahia em 2022. | O Partido da Causa Operária lança Marcelo Millet como candidato ao Governo da Bahia em 2022. | O Partido da Causa Operária lança Marcelo Millet como candidato ao Governo da Bahia em 2022. | O Partido da Causa Operária lança Marcelo Millet como candidato ao Governo da Bahia em 2022. | O Partido da Causa Operária lança Marcelo Millet como candidato ao Governo da Bahia em 2022. | O Partido da Causa Operária lança Marcelo Millet como candidato ao Governo da Bahia em 2022. | O Partido da Causa Operária lança Marcelo Millet como candidato ao Governo da Bahia em 2022. | O Partido da Causa Operária lança Marcelo Millet como candidato ao Governo da Bahia em 2022. |
| Institutos de opinião           | Datas de realização                 | Entrevistados | Neto UNIÃO | Jerônimo PT | Roma PL | Rosa PSOL | Damico PCB | Outros | Abstenções/ Indecisos | Vantagem |
| Institutos de opinião           | Datas de realização                 | Entrevistados | | | | | | Outros | Abstenções/ Indecisos | Vantagem |
| AtlasIntel/A Tarde              | 30 de julho–4 de agosto de 2022     | 1.600 | 38,8% | 37,8% | 13,2% | 1,4% | 0,1% | – | 8,6% | 1% |
| Instituto França de Pesquisas   | 18–28 de julho de 2022              | 1.213 | 53,72% | 12,78% | 8,47% | 0,07% | 1,07% | – | 23,89% | 40,94% |
| Instituto França de Pesquisas   | 18–28 de julho de 2022              | 1.213 | 44,95% | 23,86% | 13,89% | – | – | [ a ] | 17,3% | 21,09% |
| Séculus                         | 23–26 de julho de 2022              | 1.526 | 60,94% | 13,04% | 7,86% | – | – | – | 18,16% | 47,9% |
| Quaest/Genial                   | 9–12 de julho de 2022               | 1.140 | 61% | 11% | 6% | 1% | 0% | – | 21% | 50% |
| Quaest/Genial                   | 9–12 de julho de 2022               | 1.140 | 65% | 13% | – | 2% | – | – | 19% | 52% |
| Quaest/Genial                   | 9–12 de julho de 2022               | 1.140 | 63% | 12% | 7% | – | – | – | 18% | 51% |
| Quaest/Genial                   | 9–12 de julho de 2022               | 1.140 | 43% | 38% | 11% | – | – | [ b ] | 8% | 5% |
| Real Time Big Data/RecordTV     | 6–7 de julho de 2022                | 1.500 | 56% | 18% | 10% | 1% | – | [ c ] | 15% | 38% |
| EXAME/IDEIA                     | 1–6 de julho de 2022                | 1.000 | 51% | 18% | 13% | 2% | – | – | 16% | 33% |
| Paraná Pesquisas/Bahia Notícias | 30 de junho–4 de julho de 2022      | 1.640 | 58% | 15,8% | 9,1% | 0,4% | 0,1% | – | 16,7% | 42,2% |
| Séculus/Informe Baiano          | 6–9 de junho de 2022                | 1.526 | 60,55% | 12,19% | 7,14% | – | – | – | 20,12% | 48,36% |
| Séculus/Informe Baiano          | 6–9 de junho de 2022                | 1.526 | 56,42% | 19,92% | 8,52% | – | – | [ d ] | 15,14% | 36,5% |
| Real Time Big Data/RecordTV     | 7–8 de junho de 2022                | 1.500 | 56% | 18% | 10% | 1% | – | – | 15% | 38% |
| Quaest/Genial                   | 13–16 de maio de 2022               | 1.140 | 67% | 6% | 5% | 1% | – | – | 20% | 61% |
| Quaest/Genial                   | 13–16 de maio de 2022               | 1.140 | 70% | 8% | – | 2% | – | – | 19% | 62% |
| Quaest/Genial                   | 13–16 de maio de 2022               | 1.140 | 47% | 34% | 10% | – | – | [ e ] | 10% | 13% |
| Opnus/Salvador FM               | 28 de abril–2 de maio de 2022       | 1.500 | 64% | 22% | 8% | 1% | – | – | 16% | 42% |
| Opnus/Salvador FM               | 28 de abril–2 de maio de 2022       | 1.500 | 44% | 32% | 12% | 1% | – | [ f ] | 11% | 12% |
| Paraná Pesquisas                | 19–24 de abril de 2022              | 1.820 | 55,4% | 16,1% | 10,1% | 1% | 0,5% | – | 16,7% | 39,3% |
| Séculus/Informe Baiano          | 20–22 de abril de 2022              | 1.526 | 61,54% | 11,26% | 5,47% | 0,77% | 0,45% | – | 8,3% | 50,28% |
| Séculus/RecordTV Itapoan        | 24–26 de março de 2022              | 1.526 | 63,48% | 6,54% | 5,69% | 1,83% | – | – | 22,45% | 56,94% |
| Séculus/RecordTV Itapoan        | 24–26 de março de 2022              | 1.526 | 55,63% | 20,29% | 6,54% | – | – | [ g ] | 17,54% | 35,34% |
| Quaest/Genial                   | 16–19 de março de 2022              | 1.140 | 66% | 4% | 5% | 2% | – | – | 23% | 62% |
| Quaest/Genial                   | 16–19 de março de 2022              | 1.140 | 69% | 6% | – | 3% | – | – | 22% | 63% |
| Quaest/Genial                   | 16–19 de março de 2022              | 1.140 | 43% | 37% | 9% | – | – | [ h ] | 11% | 6% |
| Opnus/Nova Salvador FM          | 16–18 de março de 2022              | 1.500 | 65% | 6% | 8% | 1% | – | – | 20% | 57% |
| 11–25 de março de 2022          | 11–25 de março de 2022              | O Partido dos Trabalhadores oficializa Jerônimo Rodrigues como pré-candidato ao governo da Bahia em 2022. Outros pré-candidatos anunciam suas candidaturas. João Roma deixa o Republicanos e se filia ao Partido Liberal. | O Partido dos Trabalhadores oficializa Jerônimo Rodrigues como pré-candidato ao governo da Bahia em 2022. Outros pré-candidatos anunciam suas candidaturas. João Roma deixa o Republicanos e se filia ao Partido Liberal. | O Partido dos Trabalhadores oficializa Jerônimo Rodrigues como pré-candidato ao governo da Bahia em 2022. Outros pré-candidatos anunciam suas candidaturas. João Roma deixa o Republicanos e se filia ao Partido Liberal. | O Partido dos Trabalhadores oficializa Jerônimo Rodrigues como pré-candidato ao governo da Bahia em 2022. Outros pré-candidatos anunciam suas candidaturas. João Roma deixa o Republicanos e se filia ao Partido Liberal. | O Partido dos Trabalhadores oficializa Jerônimo Rodrigues como pré-candidato ao governo da Bahia em 2022. Outros pré-candidatos anunciam suas candidaturas. João Roma deixa o Republicanos e se filia ao Partido Liberal. | O Partido dos Trabalhadores oficializa Jerônimo Rodrigues como pré-candidato ao governo da Bahia em 2022. Outros pré-candidatos anunciam suas candidaturas. João Roma deixa o Republicanos e se filia ao Partido Liberal. | O Partido dos Trabalhadores oficializa Jerônimo Rodrigues como pré-candidato ao governo da Bahia em 2022. Outros pré-candidatos anunciam suas candidaturas. João Roma deixa o Republicanos e se filia ao Partido Liberal. | O Partido dos Trabalhadores oficializa Jerônimo Rodrigues como pré-candidato ao governo da Bahia em 2022. Outros pré-candidatos anunciam suas candidaturas. João Roma deixa o Republicanos e se filia ao Partido Liberal. | O Partido dos Trabalhadores oficializa Jerônimo Rodrigues como pré-candidato ao governo da Bahia em 2022. Outros pré-candidatos anunciam suas candidaturas. João Roma deixa o Republicanos e se filia ao Partido Liberal. |
| Institutos de opinião           | Datas de realização                 | Entrevistados | Neto UNIÃO | Jaques PT | Roma Republicanos | Bernadete PSOL | Otto PSD | Outros | Abstenções/ Indecisos | Vantagem |
| Institutos de opinião           | Datas de realização                 | Entrevistados | | | | | | Outros | Abstenções/ Indecisos | Vantagem |
| Real Time Big Data/RecordTV     | 21–22 de fevereiro de 2022          | 1.200 | 45% | 30% | 9% | 5% | – | – | 11% | 15% |
| Real Time Big Data/RecordTV     | 21–22 de fevereiro de 2022          | 1.200 | 48% | – | 10% | 7% | 17% | – | 18% | 31% |
| 8 de fevereiro de 2022          | 8 de fevereiro de 2022              | O Tribunal Superior Eleitoral (TSE) aprova o registro e estatuto do União Brasil, partido resultante da fusão entre o Democratas e o Partido Social Liberal.                                                              | O Tribunal Superior Eleitoral (TSE) aprova o registro e estatuto do União Brasil, partido resultante da fusão entre o Democratas e o Partido Social Liberal.                                                              | O Tribunal Superior Eleitoral (TSE) aprova o registro e estatuto do União Brasil, partido resultante da fusão entre o Democratas e o Partido Social Liberal.                                                              | O Tribunal Superior Eleitoral (TSE) aprova o registro e estatuto do União Brasil, partido resultante da fusão entre o Democratas e o Partido Social Liberal.                                                              | O Tribunal Superior Eleitoral (TSE) aprova o registro e estatuto do União Brasil, partido resultante da fusão entre o Democratas e o Partido Social Liberal.                                                              | O Tribunal Superior Eleitoral (TSE) aprova o registro e estatuto do União Brasil, partido resultante da fusão entre o Democratas e o Partido Social Liberal.                                                              | O Tribunal Superior Eleitoral (TSE) aprova o registro e estatuto do União Brasil, partido resultante da fusão entre o Democratas e o Partido Social Liberal.                                                              | O Tribunal Superior Eleitoral (TSE) aprova o registro e estatuto do União Brasil, partido resultante da fusão entre o Democratas e o Partido Social Liberal.                                                              | O Tribunal Superior Eleitoral (TSE) aprova o registro e estatuto do União Brasil, partido resultante da fusão entre o Democratas e o Partido Social Liberal.                                                              |
| Institutos de opinião           | Datas de realização                 | Entrevistados | Neto DEM | Jaques PT | Roma Republicanos | Raíssa PL | Mendes PSOL | Outros | Abstenções/ Indecisos | Vantagem |
| Institutos de opinião           | Datas de realização                 | Entrevistados | | | | | | Outros | Abstenções/ Indecisos | Vantagem |
| Séculus/Bahia Notícias          | 24–27 de janeiro de 2022            | 1.526 | 54,72% | 24,57% | 4,26% | 0,59% | – | 3,68% | 12,19% | 30,15% |
| Séculus/Bahia Notícias          | 24–27 de janeiro de 2022            | 1.526 | 55,7% | 25,56% | 5,57% | – | – | 1,05% | 12,12% | 30,14% |
| Opnus/Metrópole                 | 19–22 de janeiro de 2022            | 1.500 | 52% | 29% | 5% | – | 1% | – | 13% | 23% |
| Opnus/Metrópole                 | 19–22 de janeiro de 2022            | 1.500 | 33% | 46% | 11% | – | 1% | [ k ] | 9% | 13% |

2021
| Institutos de opinião | Datas de realização       | Entrevistados | Neto DEM | Jaques PT | Roma Republicanos | Raíssa Sem partido | Mendes PSOL | Outros | Abstenções/ Indecisos | Vantagem |
| Institutos de opinião | Datas de realização       | Entrevistados |          |           |                   |                    |             | Outros | Abstenções/ Indecisos | Vantagem |
| Paraná Pesquisas      | 24–28 de novembro de 2021 | 2.002         | 54,8%    | 23,1%     | 3,9%              | 2,6%               | 0,3%        | 0,9%   | 14,3%                 | 31,7%    |
| Paraná Pesquisas      | 24–28 de novembro de 2021 | 2.002         | 55,1%    | 23,3%     | 4%                | 2,7%               | 0,4%        | –      | 14,4%                 | 31,8%    |
| Paraná Pesquisas      | 24–28 de novembro de 2021 | 2.002         | 56,2%    | 23,5%     | 5,2%              | –                  | –           | –      | 15,1%                 | 32,7%    |
| Paraná Pesquisas      | 24–28 de novembro de 2021 | 2.002         | 36,6%    | 36,8%     | 13,6%             | –                  | –           | [ m ]  | 13%                   | 0,2%     |
| Real Time Big Data    | 24–25 de novembro de 2021 | 1.000         | 43%      | 30%       | 9%                | –                  | –           | 3%     | 15%                   | 13%      |
| Real Time Big Data    | 24–25 de novembro de 2021 | 1.000         | 45%      | 30%       | –                 | –                  | –           | –      | 25%                   | 15%      |
| Paraná Pesquisas      | 4–7 de agosto de 2021     | 2.008         | 50%      | 24,1%     | 3%                | 3,7%               | 1,3%        | –      | 16,9%                 | 25,9%    |
| Paraná Pesquisas      | 4–7 de agosto de 2021     | 2.008         | 52,3%    | 25,4%     | 4,5%              | –                  | –           | –      | 17,8%                 | 26,9%    |
| Paraná Pesquisas      | 4–7 de agosto de 2021     | 2.008         | 37,9%    | 35%       | 13,7%             | –                  | –           | [ o ]  | 13,5%                 | 2,9%     |
| Real Time Big Data    | 13–15 de julho de 2021    | 1.200         | 41%      | 27%       | 4%                | –                  | –           | 2%     | 26%                   | 14%      |
| Real Time Big Data    | 13–15 de julho de 2021    | 1.200         | 35%      | 29%       | 15%               | –                  | –           | 2%     | 19%                   | 6%       |
| Instituto Ranking     | 10–14 de julho de 2021    | 2.000         | 27,35%   | 18,15%    | 0,75%             | 1,75%              | 0,55%       | 5,45%  | 46%                   | 9,2%     |
| Instituto Ranking     | 10–14 de julho de 2021    | 2.000         | 42,15%   | 27%       | 1,05%             | 3,1%               | 0,85%       | 8,3%   | 17,55%                | 15,15%   |
| Paraná Pesquisas      | 12–15 de maio de 2021     | 2.002         | 38%      | 33,6%     | 15,2%             | –                  | –           | –      | 13,2%                 | 4,4%     |

### Segundo turno
O segundo turno aconteceu entre ACM Neto e Jerônimo Rodrigues em 30 de outubro de 2022. O candidato do Partido dos Trabalhadores saiu vitorioso.
ACM Neto x Jerônimo
| Institutos de opinião           | Datas de realização                            | Entrevistados                                  | Neto UNIÃO                                     | Jerônimo PT                                    | Abstenções/ Indecisos                          | Vantagem                                       |
| Institutos de opinião           | Datas de realização                            | Entrevistados                                  |                                                |                                                | Abstenções/ Indecisos                          | Vantagem                                       |
| IPEC/TV Bahia                   | 27-29 de outubro de 2022                       | 2.000                                          | 47%                                            | 48%                                            | 5%                                             | 1%                                             |
| AtlasIntel/A Tarde              | 26-28 de outubro de 2022                       | 2.000                                          | 45,2%                                          | 52,3%                                          | 2,5%                                           | 7,1%                                           |
| Veritá                          | 25-27 de outubro de 2022                       | 2.010                                          | 49,6%                                          | 45,9%                                          | 4,6%                                           | 3,7%                                           |
| Paraná Pesquisas/Bahia Notícias | 22–26 de outubro de 2022                       | 1.580                                          | 44,9%                                          | 48,4%                                          | 6,7%                                           | 3,5%                                           |
| AtlasIntel/A Tarde              | 21–25 de outubro de 2022                       | 2.000                                          | 44,4%                                          | 53,2%                                          | 2,5%                                           | 8,8%                                           |
| AtlasIntel/A Tarde              | 18–22 de outubro de 2022                       | 2.000                                          | 43,8%                                          | 53,2%                                          | 3%                                             | 9,4%                                           |
| IPEC/TV Bahia                   | 18–20 de outubro de 2022                       | 1.504                                          | 44%                                            | 48%                                            | 8%                                             | 4%                                             |
| Paraná Pesquisas/Bahia Notícias | 14–19 de outubro de 2022                       | 1.580                                          | 45,6%                                          | 46,8%                                          | 7,6%                                           | 1,2%                                           |
| Real Time Big Data/RecordTV     | 17–18 de outubro de 2022                       | 1.200                                          | 44%                                            | 52%                                            | 4%                                             | 8%                                             |
| AtlasIntel/A Tarde              | 9–13 de outubro de 2022                        | 1.620                                          | 44,2%                                          | 54%                                            | 1,7%                                           | 9,8%                                           |
| Real Time Big Data/RecordTV     | 10–11 de outubro de 2022                       | 1.200                                          | 47%                                            | 47%                                            | 6%                                             | –                                              |
| 2 de outubro de 2022            | 2° turno entre ACM Neto e Jerônimo confirmado. | 2° turno entre ACM Neto e Jerônimo confirmado. | 2° turno entre ACM Neto e Jerônimo confirmado. | 2° turno entre ACM Neto e Jerônimo confirmado. | 2° turno entre ACM Neto e Jerônimo confirmado. | 2° turno entre ACM Neto e Jerônimo confirmado. |
| DataFolha/Metrópole             | 20–22 de setembro de 2022                      | 1.504                                          | 54%                                            | 38%                                            | 8%                                             | 16%                                            |
| AtlasIntel/A Tarde              | 22-26 de setembro de 2022                      | 1.600                                          | 46,2%                                          | 47,7%                                          | 6%                                             | 1,5%                                           |
| IPEC/TV Bahia                   | 20–22 de setembro de 2022                      | 1.504                                          | 52%                                            | 35%                                            | 13%                                            | 17%                                            |
| DataFolha/Metrópole             | 19–21 de setembro de 2022                      | 1.526                                          | 58%                                            | 35%                                            | 6%                                             | 23%                                            |
| DataFolha/Metrópole             | 12–14 de setembro de 2022                      | 1.212                                          | 60%                                            | 33%                                            | 7%                                             | 27%                                            |
| DataFolha/Metrópole             | 22–24 de agosto de 2022                        | 1.008                                          | 68%                                            | 23%                                            | 10%                                            | 45%                                            |
| AtlasIntel/A Tarde              | 30 de julho–4 de agosto de 2022                | 1.600                                          | 42,7%                                          | 39,9%                                          | –                                              | 2,8%                                           |
| Quaest/Genial                   | 9–12 de julho de 2022                          | 1.140                                          | 66%                                            | 17%                                            | 17%                                            | 49%                                            |
| EXAME/IDEIA                     | 1–6 de julho de 2022                           | 1.000                                          | 58%                                            | 19%                                            | 23%                                            | 39%                                            |
| Quaest/Genial                   | 13–16 de maio de 2022                          | 1,140                                          | 73%                                            | 11%                                            | 16%                                            | 62%                                            |

ACM Neto x João Roma
| Institutos de opinião | Datas de realização             | Entrevistados | Neto UNIÃO | Roma PL | Abstenções/ Indecisos | Vantagem |
| Institutos de opinião | Datas de realização             | Entrevistados |            |         | Abstenções/ Indecisos | Vantagem |
| AtlasIntel/A Tarde    | 22-26 de setembro de 2022       | 1.600         | 56,3%      | 17,6%   | 26,1%                 | 38,7%    |
| AtlasIntel/A Tarde    | 30 de julho–4 de agosto de 2022 | 1.600         | 49,7%      | 25,3%   | –                     | 24,4%    |
| Quaest/Genial         | 9–12 de julho de 2022           | 1.140         | 68%        | 13%     | 18%                   | 55%      |
| EXAME/IDEIA           | 1–6 de julho de 2022            | 1.000         | 61%        | 14%     | 25%                   | 47%      |
| Quaest/Genial         | 13–16 de maio de 2022           | 1,140         | 73%        | 10%     | 20%                   | 63%      |

João Roma x Jerônimo
| Institutos de opinião | Datas de realização             | Entrevistados | Roma PL | Jerônimo PT | Abstenções/ Indecisos | Vantagem |
| Institutos de opinião | Datas de realização             | Entrevistados |         |             | Abstenções/ Indecisos | Vantagem |
| AtlasIntel/A Tarde    | 22-26 de setembro de 2022       | 1.600         | 20,9%   | 59,7%       | 19,5%                 | 38,8%    |
| AtlasIntel/A Tarde    | 30 de julho–4 de agosto de 2022 | 1.600         | 23,8%   | 48,2%       | –                     | 24,4%    |
| Quaest/Genial         | 9–12 de julho de 2022           | 1.140         | 23%     | 26%         | 52%                   | 3%       |
| EXAME/IDEIA           | 1–6 de julho de 2022            | 1.000         | 30%     | 46%         | 24%                   | 16%      |
| Quaest/Genial         | 13–16 de maio de 2022           | 1,140         | 24%     | 22%         | 55%                   | 2%       |

### Senador
2022
| Institutos de opinião           | Datas de realização                 | Entrevistados | Otto PSD | Cacá PP | Raíssa PL | Barreto PMN | Tâmara PSOL | Cícero PCO | Abstenções/ Indecisos | Vantagem | |
| Institutos de opinião           | Datas de realização                 | Entrevistados | | | | | | | Abstenções/ Indecisos | Vantagem | |
| DataFolha/Metrópole             | 30 de setembro-1 de outubro de 2022 | 1.526 | 39% | 21% | 8% | 2% | 2% | 2% | 27% | 18% | |
| AtlasIntel/A Tarde              | 26–30 de setembro de 2022           | 2.000 | 51,6% | 17,5% | 11% | 6,2% | 0,3% | 0,3% | 13,1% | 32,3% | |
| Veritá/Tripper                  | 24–28 de setembro de 2022           | 3.024 | 33,2% | 19,4% | 23,5% | 0,5% | 1,9% | 0,2% | 20,9% | 9,7% | |
| AtlasIntel/A Tarde              | 22–26 de setembro de 2022           | 1.600 | 50,7% | 18,4% | 13,9% | – | 3% | – | 13% | 32,3% | |
| Paraná Pesquisas/Bahia Notícias | 19-23 de setembro de 2022           | 1.540 | 38,1% | 19,9% | 11,3% | 2% | 2,8% | 1,4% | 24,4% | 18,2% | |
| IPEC/TV Bahia                   | 20-22 de setembro de 2022           | 1.504 | 41% | 19% | 9% | 3% | 3% | 3% | 13% | 22% | |
| DataFolha/Metrópole             | 19-21 de setembro de 2022           | 1.526 | 41% | 19% | 7% | 3% | 3% | 3% | 25% | 22% | |
| Paraná Pesquisas/Bahia Notícias | 14-18 de setembro de 2022           | 1.540 | 33,9% | 19,2% | 14% | 2,1% | 2,7% | 1,5% | 26,7% | 14,7% | |
| DataFolha/Metrópole             | 12-14 de setembro de 2022           | 1.212 | 39% | 16% | 8% | 3% | 4% | 6% | 28% | 23% | |
| Paraná Pesquisas/Bahia Notícias | 1-5 de setembro de 2022             | 1.540 | 31,8% | 17,1% | 14,7% | 1,7% | 3,4% | 1,7% | 29,6% | 14,7% | |
| Real Big Time Data              | 2-3 de setembro de 2022             | 1.200 | 25% | 17% | 12% | – | 4% | – | 42% | 8% | |
| IPEC/TV Bahia                   | 23-25 de agosto de 2022             | 1.008 | 30% | 11% | 7% | 5% | 5% | 4% | 37% | 19% | |
| DataFolha/Metrópole             | 22-24 de agosto de 2022             | 1.008 | 32% | 10% | 7% | 4% | 4% | 6% | 37% | 22% | |
| Paraná Pesquisas/Bahia Notícias | 11-15 de agosto de 2022             | 1.640 | 32,2% | 13,7% | 13,5% | 0,9% | 2,7% | 0,5% | 36,5% | 18,5% | |
| 1–9 de agosto de 2022           | 1–9 de agosto de 2022               | Marcelo Barreto lança candidatura ao Senado Federal pelo Partido da Mobilização Nacional. Marcelo Nilo confirma pré-candidatura à reeleição para a Câmara dos Deputados. Partido da Causa Operária lança Cícero Araújo como candidato ao Senado. | Marcelo Barreto lança candidatura ao Senado Federal pelo Partido da Mobilização Nacional. Marcelo Nilo confirma pré-candidatura à reeleição para a Câmara dos Deputados. Partido da Causa Operária lança Cícero Araújo como candidato ao Senado. | Marcelo Barreto lança candidatura ao Senado Federal pelo Partido da Mobilização Nacional. Marcelo Nilo confirma pré-candidatura à reeleição para a Câmara dos Deputados. Partido da Causa Operária lança Cícero Araújo como candidato ao Senado. | Marcelo Barreto lança candidatura ao Senado Federal pelo Partido da Mobilização Nacional. Marcelo Nilo confirma pré-candidatura à reeleição para a Câmara dos Deputados. Partido da Causa Operária lança Cícero Araújo como candidato ao Senado. | Marcelo Barreto lança candidatura ao Senado Federal pelo Partido da Mobilização Nacional. Marcelo Nilo confirma pré-candidatura à reeleição para a Câmara dos Deputados. Partido da Causa Operária lança Cícero Araújo como candidato ao Senado. | Marcelo Barreto lança candidatura ao Senado Federal pelo Partido da Mobilização Nacional. Marcelo Nilo confirma pré-candidatura à reeleição para a Câmara dos Deputados. Partido da Causa Operária lança Cícero Araújo como candidato ao Senado. | Marcelo Barreto lança candidatura ao Senado Federal pelo Partido da Mobilização Nacional. Marcelo Nilo confirma pré-candidatura à reeleição para a Câmara dos Deputados. Partido da Causa Operária lança Cícero Araújo como candidato ao Senado. | Marcelo Barreto lança candidatura ao Senado Federal pelo Partido da Mobilização Nacional. Marcelo Nilo confirma pré-candidatura à reeleição para a Câmara dos Deputados. Partido da Causa Operária lança Cícero Araújo como candidato ao Senado. | Marcelo Barreto lança candidatura ao Senado Federal pelo Partido da Mobilização Nacional. Marcelo Nilo confirma pré-candidatura à reeleição para a Câmara dos Deputados. Partido da Causa Operária lança Cícero Araújo como candidato ao Senado. | Marcelo Barreto lança candidatura ao Senado Federal pelo Partido da Mobilização Nacional. Marcelo Nilo confirma pré-candidatura à reeleição para a Câmara dos Deputados. Partido da Causa Operária lança Cícero Araújo como candidato ao Senado. |
| Institutos de opinião           | Datas de realização                 | Entrevistados | Otto PSD | Cacá PP | Raíssa PL | Marcelo Republicanos | Tâmara PSOL | Outros | Abstenções/ Indecisos | Vantagem | |
| Institutos de opinião           | Datas de realização                 | Entrevistados | | | | | | Outros | Abstenções/ Indecisos | Vantagem | |
| AtlasIntel/A Tarde              | 30 de julho–4 de agosto de 2022     | 1.600 | 39,2% | 12,9% | 16,2% | – | 5% | – | 23% | 26,7% | |
| Séculus                         | 23–26 de julho de 2022              | 1.526 | 28,8% | 12,9% | 9,5% | – | 2,8% | – | 45,8% | 15,9% | |
| Quaest/Genial                   | 9–12 de julho de 2022               | 1.140 | 32% | 10% | 6% | 6% | 4% | – | 42% | 22% | |
| Quaest/Genial                   | 9–12 de julho de 2022               | 1.140 | 34% | 12% | 8% | – | 5% | – | 41% | 22% | |
| Quaest/Genial                   | 9–12 de julho de 2022               | 1.140 | 36% | 14% | – | – | 8% | – | 41% | 22% | |
| Real Time Big Data              | 6–7 de julho de 2022                | 1.500 | 29% | 8% | 10% | – | 6% | – | 47% | 19% | |
| EXAME/IDEIA                     | 1–6 de julho de 2022                | 1.000 | 22% | 13% | 11% | 6% | 5% | – | 43% | 9% | |
| Paraná Pesquisas/Bahia Notícias | 30 de junho–4 de julho de 2022      | 1.640 | 33,9% | 12,8% | 7,4% | – | 4,2% | – | 41,7% | 21,1% | |
| Séculus/Informe Baiano          | 6–9 de junho de 2022                | 1.526 | 26,21% | 9,5% | 8,19% | – | 2,03% | – | 54,06% | 16,71% | |
| Real Time Big Data/RecordTV     | 7–8 de junho 2022                   | 1.500 | 29% | 6% | 11% | – | 5% | – | 49% | 18% | |
| Quaest/Genial                   | 13–16 de maio de 2022               | 1.140 | 34% | 8% | 6% | 9% | 3% | – | 39% | 25% | |
| Quaest/Genial                   | 13–16 de maio de 2022               | 1.140 | 38% | 10% | 7% | – | 5% | – | 39% | 28% | |
| Quaest/Genial                   | 13–16 de maio de 2022               | 1.140 | 41% | 10% | – | – | 9% | – | 40% | 31% | |
| Opnus/Salvador FM               | 28 de abril–2 de maio de 2022       | 1.500 | 29% | 12% | 10% | – | 3% | – | 46% | 17% | |
| Opnus/Salvador FM               | 28 de abril–2 de maio de 2022       | 1.500 | 46% | 17% | – | – | – | [ t ] | 37% | 29% | |
| 3 de maio de 2022               | 3 de maio de 2022                   | João Leão desiste de pré-candidatura ao Senado Federal e indica o filho Cacá Leão para compor a chapa liderada por ACM Neto na Bahia. | João Leão desiste de pré-candidatura ao Senado Federal e indica o filho Cacá Leão para compor a chapa liderada por ACM Neto na Bahia. | João Leão desiste de pré-candidatura ao Senado Federal e indica o filho Cacá Leão para compor a chapa liderada por ACM Neto na Bahia. | João Leão desiste de pré-candidatura ao Senado Federal e indica o filho Cacá Leão para compor a chapa liderada por ACM Neto na Bahia. | João Leão desiste de pré-candidatura ao Senado Federal e indica o filho Cacá Leão para compor a chapa liderada por ACM Neto na Bahia. | João Leão desiste de pré-candidatura ao Senado Federal e indica o filho Cacá Leão para compor a chapa liderada por ACM Neto na Bahia. | João Leão desiste de pré-candidatura ao Senado Federal e indica o filho Cacá Leão para compor a chapa liderada por ACM Neto na Bahia. | João Leão desiste de pré-candidatura ao Senado Federal e indica o filho Cacá Leão para compor a chapa liderada por ACM Neto na Bahia. | João Leão desiste de pré-candidatura ao Senado Federal e indica o filho Cacá Leão para compor a chapa liderada por ACM Neto na Bahia. | |
| Institutos de opinião           | Datas de realização                 | Entrevistados | Otto PSD | Leão PP | Raíssa PL | Marcelo PSB | Tâmara PSOL | Outros | Abstenções/ Indecisos | Vantagem | |
| Institutos de opinião           | Datas de realização                 | Entrevistados | | | | | | Outros | Abstenções/ Indecisos | Vantagem | |
| Paraná Pesquisas                | 19–24 de abril de 2022              | 1.820 | 32,7% | 15,4% | 7% | – | 5,6% | – | 39,2% | 17,3% | |
| Séculus/Informe Baiano          | 20–22 de abril de 2022              | 1.526 | 28,44% | 16,09% | 8,49% | – | 1,61% | – | 45,37% | 12,35% | |
| Séculus/RecordTV Itapoan        | 24–26 de março de 2022              | 1.526 | 26,17% | 16,36% | 9,10% | – | 3,01% | – | 45,35% | 9,81% | |
| Quaest/Genial                   | 16–19 de março de 2022              | 1.140 | 21% | 12% | 6% | 4% | 3% | 20% | 35% | 1% | |
| Quaest/Genial                   | 16–19 de março de 2022              | 1.140 | 24% | 13% | 7% | – | 4% | 16% | 36% | 8% | |
| Quaest/Genial                   | 16–19 de março de 2022              | 1.140 | 26% | 16% | – | – | – | 20% | 38% | 6% | |
| Opnus/Nova Salvador FM          | 16–18 de março de 2022              | 1.500 | 27% | 11% | – | – | – | 11% | 50% | 16% | |

## Resultados

### Governador
O candidato Marcelo Millet (PCO) não teve seus votos calculados devido a problemas na candidatura do seu vice junto ao TSE.
| Candidato(a)             | Candidato(a)             | Vice                      | Primeiro turno 2 de outubro de 2022 | Primeiro turno 2 de outubro de 2022 | Segundo turno 30 de outubro de 2022 | Segundo turno 30 de outubro de 2022 |
| Candidato(a)             | Candidato(a)             | Vice                      | Total                               | Percentagem                         | Total                               | Percentagem                         |
| ------------------------ | ------------------------ | ------------------------- | ----------------------------------- | ----------------------------------- | ----------------------------------- | ----------------------------------- |
|                          | Jerônimo (PT)            | Geraldo Júnior (MDB)      | 4.019.830                           | 49,45%                              | 4.480.464                           | 52,79%                              |
|                          | ACM Neto (UNIÃO)         | Ana Coelho (Republicanos) | 3.316.711                           | 40,80%                              | 4.007.023                           | 47,21%                              |
|                          | João Roma (PL)           | Leonídia Umbelina (PMB)   | 738.311                             | 9,08%                               | Não participaram                    | Não participaram                    |
|                          | Kleber Rosa (PSOL)       | Ronaldo Mansur (PSOL)     | 48.239                              | 0,59%                               | Não participaram                    | Não participaram                    |
|                          | Giovani Damico (PCB)     | João Coimbra (PCB)        | 5.951                               | 0,07%                               | Não participaram                    | Não participaram                    |
|                          | Marcelo Millet (PCO)     | Roque Vieira Jr. (PCO)    | 826                                 | 0,01%                               | Não participaram                    | Não participaram                    |
| → Total de votos válidos | → Total de votos válidos | → Total de votos válidos  | 8 129 868                           | 91,69%                              | 8.454.843                           | 94,24%                              |
| → Votos em branco        | → Votos em branco        | → Votos em branco         | 236.750                             | 2,67%                               | 121.221                             | 1,35%                               |
| → Votos nulos            | → Votos nulos            | → Votos nulos             | 499.841                             | 5,64%                               | 395.664                             | 4,41%                               |
| → Votos anulados         | → Votos anulados         | → Votos anulados          | 0                                   | 0%                                  | 0                                   | 0%                                  |
| Total                    | Total                    | Total                     | 8.866.459                           | 78,64%                              | 8.971.728                           | 79,52%                              |
| Abstenções               | Abstenções               | Abstenções                | 2.408.472                           | 21,36%                              | 2.311.271                           | 20,48%                              |
| Eleitorado apto          | Eleitorado apto          | Eleitorado apto           | 11.291.528                          | 11.291.528                          | 11.291.528                          | 11.291.528                          |

Gráfico em barra
| Partido | Partido | Candidato | Votos     | Votos (%) |
| ------- | ------- | --------- | --------- | --------- |
|         | PT      | Jerônimo  | 4 019 830 | 49,45%    |
|         | UNIÃO   | ACM Neto  | 3 316 711 | 40,8%     |
|         | PL      | Roma      | 738 311   | 9,08%     |
|         | PSOL    | Kleber    | 48 239    | 0,59%     |
|         | PCB     | Damico    | 5 951     | 0,07%     |
|         | PCO     | Millet    | 826       | 0,01%     |
| Totais  | Totais  | Totais    | 8 129 868 |           |
| Fonte:  |         |           |           |           |

| Partido | Partido | Candidato | Votos     | Votos (%) |
| ------- | ------- | --------- | --------- | --------- |
|         | PT      | Jerônimo  | 4 480 464 | 52,79%    |
|         | UNIÃO   | ACM Neto  | 4 007 023 | 47,21%    |
| Totais  | Totais  | Totais    | 8 487 487 |           |
| Fonte:  |         |           |           |           |

### Votação nos 20 maiores colégios eleitorais
| Eleição para Governador - Bahia (2022) | Eleição para Governador - Bahia (2022) | Eleição para Governador - Bahia (2022) | Eleição para Governador - Bahia (2022) | Eleição para Governador - Bahia (2022) | Eleição para Governador - Bahia (2022) | Eleição para Governador - Bahia (2022) | Eleição para Governador - Bahia (2022) | Eleição para Governador - Bahia (2022) |
| Posição (2022)                         | Município                              | N.º de Habitantes                      | 1.º Turno                              | 1.º Turno                              | 1.º Turno                              | 2.º Turno                              | 2.º Turno                              | 2.º Turno                              |
| Posição (2022)                         | Município                              | N.º de Habitantes                      | Vencedor                               | Votos                                  | %                                      | Vencedor                               | Votos                                  | %                                      |
| -------------------------------------- | -------------------------------------- | -------------------------------------- | -------------------------------------- | -------------------------------------- | -------------------------------------- | -------------------------------------- | -------------------------------------- | -------------------------------------- |
| 1.º                                    | Salvador                               | 2.418.005                              | ACM Neto (UNIÃO)                       | 783.749                                | 52,79%                                 | ACM Neto (UNIÃO)                       | 1.013.094                              | 64,51%                                 |
| 2.º                                    | Feira de Santana                       | 616.279                                | ACM Neto (UNIÃO)                       | 140.555                                | 42,87%                                 | ACM Neto (UNIÃO)                       | 204.662                                | 58,95%                                 |
| 3.º                                    | Vitória da Conquista                   | 370.868                                | ACM Neto (UNIÃO)                       | 91.460                                 | 46,89%                                 | ACM Neto (UNIÃO)                       | 119.665                                | 59,05%                                 |
| 4.º                                    | Camaçari                               | 299.579                                | ACM Neto (UNIÃO)                       | 72.964                                 | 50,25%                                 | ACM Neto (UNIÃO)                       | 87.177                                 | 57,41%                                 |
| 5.º                                    | Juazeiro                               | 235.816                                | Jerônimo (PT)                          | 54.864                                 | 45,65%                                 | ACM Neto (UNIÃO)                       | 65.484                                 | 52,21%                                 |
| 6.º                                    | Lauro de Freitas                       | 203.334                                | ACM Neto (UNIÃO)                       | 53.832                                 | 47,28%                                 | ACM Neto (UNIÃO)                       | 71.234                                 | 58,98%                                 |
| 7.º                                    | Itabuna                                | 186.708                                | ACM Neto (UNIÃO)                       | 49.120                                 | 44,91%                                 | ACM Neto (UNIÃO)                       | 68.739                                 | 61,16%                                 |
| 8.º                                    | Ilhéus                                 | 178.703                                | Jerônimo (PT)                          | 39.706                                 | 41,68%                                 | ACM Neto (UNIÃO)                       | 53.363                                 | 54,16%                                 |
| 9.º                                    | Porto Seguro                           | 167.955                                | Jerônimo (PT)                          | 28.684                                 | 39,82%                                 | ACM Neto (UNIÃO)                       | 41.534                                 | 55,25%                                 |
| 10.º                                   | Barreiras                              | 159.743                                | Jerônimo (PT)                          | 32.695                                 | 41,75%                                 | ACM Neto (UNIÃO)                       | 44.943                                 | 54,01%                                 |
| 11.º                                   | Jequié                                 | 158.812                                | Jerônimo (PT)                          | 41.765                                 | 48,83%                                 | Jerônimo (PT)                          | 46.153                                 | 51,41%                                 |
| 12.º                                   | Alagoinhas                             | 151.065                                | ACM Neto (UNIÃO)                       | 38.255                                 | 47,67%                                 | ACM Neto (UNIÃO)                       | 47.841                                 | 55,80%                                 |
| 13.º                                   | Teixeira de Freitas                    | 145.223                                | Jerônimo (PT)                          | 26.827                                 | 36,05%                                 | ACM Neto (UNIÃO)                       | 46.881                                 | 60,05%                                 |
| 14.º                                   | Simões Filho                           | 114.441                                | ACM Neto (UNIÃO)                       | 31.780                                 | 49,40%                                 | ACM Neto (UNIÃO)                       | 37.845                                 | 55,43%                                 |
| 15.º                                   | Eunápolis                              | 113.709                                | Jerônimo (PT)                          | 22.405                                 | 38,74%                                 | ACM Neto (UNIÃO)                       | 35.088                                 | 58,03%                                 |
| 16.º                                   | Paulo Afonso                           | 112.870                                | Jerônimo (PT)                          | 34.539                                 | 59,12%                                 | Jerônimo (PT)                          | 39.254                                 | 63,23%                                 |
| 17.º                                   | Luís Eduardo Magalhães                 | 107.909                                | ACM Neto (UNIÃO)                       | 21.266                                 | 41,62%                                 | ACM Neto (UNIÃO)                       | 37.577                                 | 70,40%                                 |
| 18.º                                   | Santo Antônio de Jesus                 | 103.055                                | ACM Neto (UNIÃO)                       | 26.404                                 | 47,30%                                 | ACM Neto (UNIÃO)                       | 33.226                                 | 56,18%                                 |
| 19.º                                   | Guanambi                               | 87.817                                 | Jerônimo (PT)                          | 27.198                                 | 55,40%                                 | Jerônimo (PT)                          | 30.628                                 | 58,84%                                 |
| 20.º                                   | Valença                                | 85.655                                 | ACM Neto (UNIÃO)                       | 22.431                                 | 48,87%                                 | ACM Neto (UNIÃO)                       | 26.098                                 | 53,91%                                 |

### Senador
O candidato Cícero Araújo (PCO) não teve seus votos calculados devido a problemas em sua candidatura junto ao TSE.
| Candidato(a)             | Candidato(a)             | Turno único 2 de outubro de 2022 | Turno único 2 de outubro de 2022 |
| Candidato(a)             | Candidato(a)             | Total                            | Percentagem                      |
| ------------------------ | ------------------------ | -------------------------------- | -------------------------------- |
|                          | Otto Alencar (PSD)       | 4.218.333                        | 58,32%                           |
|                          | Cacá Leão (PP)           | 1.826.218                        | 25,24%                           |
|                          | Raíssa Soares (PL)       | 1.057.085                        | 14,61%                           |
|                          | Tâmara Azevedo (PSOL)    | 119.307                          | 1,65%                            |
|                          | Marcelo Barreto (PMN)    | 12.318                           | 0,17%                            |
|                          | Cicero Araújo (PCO)      | 1.549                            | 0,02%                            |
| → Total de votos válidos | → Total de votos válidos | 7 234 810                        | 81,60%                           |
| → Votos em branco        | → Votos em branco        | 533.156                          | 6,01%                            |
| → Votos nulos            | → Votos nulos            | 1.098.493                        | 12,39%                           |
| → Votos anulados         | → Votos anulados         | 0                                | 0,00%                            |
| Total                    | Total                    | 8.866.459                        | 78,64%                           |
| Abstenções               | Abstenções               | 2.408.472                        | 21,36%                           |
| Eleitorado apto          | Eleitorado apto          | 11.291.528                       | 11.291.528                       |

| Partido | Partido | Candidato | Votos     | Votos (%) |
| ------- | ------- | --------- | --------- | --------- |
|         | PSD     | Otto      | 4 218 333 | 58,31%    |
|         | PP      | Cacá      | 1 826 218 | 25,24%    |
|         | PL      | Raíssa    | 1 057 085 | 14,61%    |
|         | PSOL    | Tâmara    | 119 307   | 1,65%     |
|         | PMN     | Marcelo   | 12 318    | 0,17%     |
|         | PCO     | Cícero    | 1 549     | 0,02%     |
| Totais  | Totais  | Totais    | 7 234 810 |           |
| Fonte:  |         |           |           |           |

### Deputados federais eleitos
São relacionados os 39 candidatos eleitos para o cargo de deputado federal pelo estado da Bahia que deverão assumir o mandato na Câmara dos Deputados em 1º de fevereiro de 2023.
| Candidato(a) | Candidato(a)             | Partido      | Votos   | Cidade de origem     | Unidade federativa |
| ------------ | ------------------------ | ------------ | ------- | -------------------- | ------------------ |
|              | Otto Filho               | PSD          | 200.904 | Salvador             | Bahia              |
|              | Elmar Nascimento         | UNIÃO        | 175.377 | Campo Formoso        | Bahia              |
|              | Diego Coronel            | PSD          | 171.684 | Coração de Maria     | Bahia              |
|              | Antonio Brito            | PSD          | 165.266 | Salvador             | Bahia              |
|              | Neto Carletto            | PP           | 164.654 | Itamaraju            | Bahia              |
|              | Roberta Roma             | PL           | 160.729 | Salvador             | Bahia              |
|              | Cláudio Cajado           | PP           | 154.097 | Salvador             | Bahia              |
|              | Mário Negromonte Jr.     | PP           | 147.711 | Paulo Afonso         | Bahia              |
|              | Léo Prates               | PDT          | 143.761 | Salvador             | Bahia              |
|              | Deputado Dal             | UNIÃO        | 140.371 | Amargosa             | Bahia              |
|              | Gabriel Nunes            | PSD          | 138.448 | Euclides da Cunha    | Bahia              |
|              | Paulo Azi                | UNIÃO        | 137.383 | Salvador             | Bahia              |
|              | Ricardo Maia             | MDB          | 136.834 | Ribeira do Pombal    | Bahia              |
|              | Jorge Solla              | PT           | 128.968 | Salvador             | Bahia              |
|              | Zé Neto                  | PT           | 128.435 | Feira de Santana     | Bahia              |
|              | Daniel                   | PCdoB        | 125.372 | Mairi                | Bahia              |
|              | Alice Portugal           | PCdoB        | 124.358 | Salvador             | Bahia              |
|              | Adolfo Viana             | PSDB         | 123.199 | Salvador             | Bahia              |
|              | Márcio Marinho           | Republicanos | 118.904 | Cabo Frio            | Rio de Janeiro     |
|              | Afonso Florence          | PT           | 118.013 | Salvador             | Bahia              |
|              | Sérgio Brito             | PSD          | 116.960 | Vitória da Conquista | Bahia              |
|              | Waldenor Pereira         | PT           | 113.110 | Caculé               | Bahia              |
|              | Lídice da Mata           | PSB          | 112.385 | Cachoeira            | Bahia              |
|              | Bacelar                  | PV           | 110.787 | Esplanada            | Bahia              |
|              | Arthur Maia              | UNIÃO        | 108.672 | Salvador             | Bahia              |
|              | Paulo Magalhães          | PSD          | 107.093 | Salvador             | Bahia              |
|              | Alex Santana             | Republicanos | 106.940 | Salvador             | Bahia              |
|              | Ivoneide Caetano         | PT           | 105.885 | Biritinga            | Bahia              |
|              | Joseildo Ramos           | PT           | 104.228 | Alagoinhas           | Bahia              |
|              | João Leão                | PP           | 102.376 | Recife               | Pernambuco         |
|              | Capitão Alden            | PL           | 95.151  | Salvador             | Bahia              |
|              | João Carlos Bacelar      | PL           | 90.228  | Salvador             | Bahia              |
|              | Valmir Assunção          | PT           | 90.148  | Itamaraju            | Bahia              |
|              | Rogéria Santos           | Republicanos | 82.012  | São João de Meriti   | Rio de Janeiro     |
|              | Leur Lomanto Jr.         | UNIÃO        | 82.004  | Salvador             | Bahia              |
|              | José Rocha               | UNIÃO        | 78.833  | Coribe               | Bahia              |
|              | Pastor Sargento Isidório | AVANTE       | 77.164  | Salvador             | Bahia              |
|              | Félix Mendonça           | PDT          | 71.774  | Itabuna              | Bahia              |
|              | Raimundo Costa           | PODE         | 53.486  | Valença              | Bahia              |

#### Resultados por partido
| Nº                     | Partido                                         | Votos populares | Votos populares | Vagas      | ±          |
| Nº                     | Partido                                         | Votos           | %               | Vagas      | ±          |
| ---------------------- | ----------------------------------------------- | --------------- | --------------- | ---------- | ---------- |
| 13                     | Partido dos Trabalhadores (PT)                  | 1.369.997       | 17,21%          | 7          | 1          |
| 55                     | Partido Social Democrático (PSD)                | 1.141.474       | 14,34%          | 6          | 2          |
| 44                     | União Brasil (União)                            | 1.075.013       | 13,51%          | 6          | 6          |
| 11                     | Progressistas (PP)                              | 776.833         | 9,76%           | 4          | 1          |
| 22                     | Partido Liberal (PL)                            | 620.140         | 7,79%           | 3          | 1          |
| 10                     | Republicanos                                    | 533.293         | 6,7%            | 3          | 1          |
| 12                     | Partido Democrático Trabalhista (PDT)           | 396.887         | 4,99%           | 2          | Estável    |
| 15                     | Movimento Democrático Brasileiro (MDB)          | 289.982         | 3,64%           | 1          | 1          |
| 70                     | Avante                                          | 276.488         | 3,47%           | 1          | 1          |
| 65                     | Partido Comunista do Brasil (PCdoB)             | 265.901         | 3,34%           | 2          | Estável    |
| 45                     | Partido da Social Democracia Brasileira (PSDB)  | 215.880         | 2,71%           | 1          | Estável    |
| 40                     | Partido Socialista Brasileiro (PSB)             | 194.702         | 2,45%           | 1          | 1          |
| 19                     | Podemos (PODE)                                  | 176.466         | 2,22%           | 1          | Estável    |
| 20                     | Partido Social Cristão (PSC)                    | 151.321         | 1,9%            | 0          | —          |
| 43                     | Partido Verde (PV)                              | 124.105         | 1,57%           | 1          | 1          |
| 77                     | Solidariedade                                   | 108.138         | 1,36%           | 0          | —          |
| 23                     | Cidadania                                       | 58.179          | 0,73%           | 0          | —          |
| 14                     | Partido Trabalhista Brasileiro (PTB)            | 52.136          | 0,65%           | 0          | —          |
| 50                     | Partido Socialismo e Liberdade (PSOL)           | 46.756          | 0,59%           | 0          | —          |
| 51                     | Patriota                                        | 14.405          | 0,18%           | 0          | —          |
| 30                     | Partido Novo (NOVO)                             | 12.426          | 0,16%           | 0          | —          |
| 35                     | Partido da Mulher Brasileira (PMB)              | 11.944          | 0,15%           | 0          | —          |
| 18                     | Rede Sustentabilidade (REDE)                    | 10.904          | 0,14%           | 0          | —          |
| 90                     | Partido Republicano da Ordem Social (PROS)      | 9.577           | 0,12%           | 0          | —          |
| 21                     | Partido Comunista Brasileiro (PCB)              | 6.017           | 0,08%           | 0          | —          |
| 27                     | Democracia Cristã (DC)                          | 5.953           | 0,07%           | 0          | —          |
| 36                     | Agir                                            | 4.495           | 0,06%           | 0          | —          |
| 80                     | Unidade Popular (UP)                            | 4.043           | 0,05%           | 0          | —          |
| 28                     | Partido Renovador Trabalhista Brasileiro (PRTB) | 3.701           | 0,05%           | 0          | —          |
| 29                     | Partido da Causa Operária (PCO)                 | 275             | 0,00%           | 0          | —          |
| Total de votos válidos | Total de votos válidos                          | 7.959.757       | 89,77%          | 39         | 39         |
| → Votos em branco      | → Votos em branco                               | 460.447         | 5,20%           | 39         | 39         |
| → Votos nulos          | → Votos nulos                                   | 446.254         | 5,03%           | 39         | 39         |
| Total de votos         | Total de votos                                  | 8.866.459       | 78,64%          | 39         | 39         |
| Abstenções             | Abstenções                                      | 2.408.472       | 21,36%          | 39         | 39         |
| Eleitorado apto        | Eleitorado apto                                 | 11.291.528      | 11.291.528      | 11.291.528 | 11.291.528 |
| Fonte:                 |                                                 |                 |                 |            |            |

### Deputados estaduais eleitos
São relacionados os 63 candidatos eleitos para cargo de deputado estadual pelo estado da Bahia que deverão assumir o mandato na Assembleia Legislativa da Bahia em 1º de fevereiro de 2023.
|              |                           |              |         |                      |                     |
| Candidato(a) | Candidato(a)              | Partido      | Votos   | Cidade de origem     | Unidade federativa  |
|              | Ivana Bastos              | PSD          | 118.417 | Caetité              | Bahia               |
|              | Alex da Piatã             | PSD          | 114.778 | Conceição do Coité   | Bahia               |
|              | Adolfo Menezes            | PSD          | 107.747 | Campo Formoso        | Bahia               |
|              | Marcinho Oliveira         | UNIÃO        | 104.969 | Santaluz             | Bahia               |
|              | Samuel Júnior             | Republicanos | 98.914  | Salvador             | Bahia               |
|              | Olívia Santana            | PCdoB        | 92.559  | Salvador             | Bahia               |
|              | Rosemberg                 | PT           | 90.769  | Itororó              | Bahia               |
|              | Rogério Andrade           | MDB          | 89.269  | Elísio Medrado       | Bahia               |
|              | Niltinho                  | PP           | 88.313  | Salvador             | Bahia               |
|              | Zé Raimundo Fontes        | PT           | 87.695  | Pojuca               | Bahia               |
|              | Nelson Leal               | PP           | 81.683  | Salvador             | Bahia               |
|              | Eures Ribeiro             | PSD          | 81.508  | Bom Jesus da Lapa    | Bahia               |
|              | Jurailton Santos          | Republicanos | 80.601  | Vera Cruz            | Bahia               |
|              | Pedro Tavares             | UNIÃO        | 80.490  | Salvador             | Bahia               |
|              | Katia Oliveira            | UNIÃO        | 80.417  | Salvador             | Bahia               |
|              | Marcelinho Veiga          | UNIÃO        | 78.456  | Salvador             | Bahia               |
|              | José de Arimateia         | Republicanos | 77.995  | Alexandria           | Rio Grande do Norte |
|              | Osni                      | PT           | 77.624  | Serrinha             | Bahia               |
|              | Alan Sanches              | UNIÃO        | 77.316  | Salvador             | Bahia               |
|              | Ângelo Coronel Filho      | PSD          | 76.455  | Salvador             | Bahia               |
|              | Sandro Régis              | UNIÃO        | 76.361  | Salvador             | Bahia               |
|              | Tiago Correia             | PSDB         | 71.986  | Vitória da Conquista | Bahia               |
|              | Eduardo Salles            | PP           | 68.673  | Salvador             | Bahia               |
|              | Luciano Simões            | UNIÃO        | 68.377  | Salvador             | Bahia               |
|              | Vitor Bonfim              | PV           | 68.043  | Ibotirama            | Bahia               |
|              | Vitor Azevedo             | PL           | 67.847  | Salvador             | Bahia               |
|              | Cafu Barreto              | PSD          | 67.324  | Irecê                | Bahia               |
|              | Eduardo Alencar           | PSD          | 67.265  | Ruy Barbosa          | Bahia               |
|              | Junior Muniz              | PT           | 67.175  | Jacobina             | Bahia               |
|              | Marquinho Viana           | PV           | 66.940  | Barra da Estiva      | Bahia               |
|              | Manuel Rocha              | UNIÃO        | 66.445  | Salvador             | Bahia               |
|              | Robinho                   | UNIÃO        | 65.681  | Nanuque              | Minas Gerais        |
|              | Junior Nascimento         | UNIÃO        | 65.423  | Campo Formoso        | Bahia               |
|              | Jordavio Ramos            | PSDB         | 64.569  | Juazeiro             | Bahia               |
|              | Bobô                      | PCdoB        | 61.469  | Senhor do Bonfim     | Bahia               |
|              | Soane Galvão              | PSB          | 61.399  | Itapetinga           | Bahia               |
|              | Ludmilla Fiscina          | PV           | 60.921  | Alagoinhas           | Bahia               |
|              | Hassan de Zé Cocá         | PP           | 60.718  | Jequié               | Bahia               |
|              | Matheus de Geraldo Júnior | MDB          | 60.214  | Salvador             | Bahia               |
|              | Angelo Almeida            | PSB          | 59.841  | Feira de Santana     | Bahia               |
|              | Robinson                  | PT           | 59.435  | Jequié               | Bahia               |
|              | Fabrício Falcão           | PCdoB        | 57.903  | Feira de Santana     | Bahia               |
|              | Roberto Carlos            | PV           | 57.798  | Uauá                 | Bahia               |
|              | Fátima Nunes              | PT           | 56.642  | Paripiranga          | Bahia               |
|              | Pablo Roberto             | PSDB         | 55.585  | Feira de Santana     | Bahia               |
|              | Euclides Fernandes        | PT           | 55.278  | Pau dos Ferros       | Rio Grande do Norte |
|              | Ricardo Rodrigues         | PSD          | 55.031  | Irecê                | Bahia               |
|              | Emerson Penalva           | PDT          | 51.933  | Esplanada            | Bahia               |
|              | Felipe Duarte             | PP           | 51.187  | Guanambi             | Bahia               |
|              | Zó                        | PCdoB        | 50.893  | Xique-Xique          | Bahia               |
|              | Maria del Carmen          | PT           | 50.365  | Caniça               | Galícia (Espanha)   |
|              | Claudia Oliveira          | PSD          | 49.944  | Itabuna              | Bahia               |
|              | Antônio Henrique Jr.      | PP           | 49.882  | Itabuna              | Bahia               |
|              | Binho Galinha             | Patriota     | 49.834  | Milagres             | Bahia               |
|              | Paulo Rangel              | PT           | 49.639  | Paulo Afonso         | Bahia               |
|              | Hilton Coelho             | PSOL         | 45.491  | Salvador             | Bahia               |
|              | Laerte do Vando           | PSC          | 44.669  | Monte Santo          | Bahia               |
|              | Leandro de Jesus          | PL           | 39.206  | Salvador             | Bahia               |
|              | Patrick Lopes             | AVANTE       | 35.607  | Jitaúna              | Bahia               |
|              | Raimundinho da JR         | PL           | 35.188  | Ubaitaba             | Bahia               |
|              | Dr. Diego Castro          | PL           | 33.827  | Salvador             | Bahia               |
|              | Luciano Araújo            | SD           | 28.412  | Valente              | Bahia               |
|              | Pancadinha                | SD           | 27.338  | Itabuna              | Bahia               |

#### Resultados por partido
| Nº                     | Partido                                         | Votos populares | Votos populares | Vagas      | ±          |
| Nº                     | Partido                                         | Votos           | %               | Vagas      | ±          |
| ---------------------- | ----------------------------------------------- | --------------- | --------------- | ---------- | ---------- |
| 13                     | Partido dos Trabalhadores (PT)                  | 1.219.500       | 15,36%          | 9          | 1          |
| 44                     | União Brasil (União)                            | 1.151.774       | 14,51%          | 10         | 10         |
| 55                     | Partido Social Democrático (PSD)                | 1.109.991       | 13,98%          | 9          | Estável    |
| 11                     | Progressistas (PP)                              | 718.906         | 9,05%           | 6          | 1          |
| 22                     | Partido Liberal (PL)                            | 469.296         | 5,91%           | 4          | 3          |
| 10                     | Republicanos                                    | 401.163         | 5,05%           | 3          | 1          |
| 45                     | Partido da Social Democracia Brasileira (PSDB)  | 373.344         | 4,7%            | 3          | Estável    |
| 65                     | Partido Comunista do Brasil (PCdoB)             | 335.364         | 4,22%           | 4          | 1          |
| 43                     | Partido Verde (PV)                              | 124.105         | 1,57%           | 4          | 4          |
| 40                     | Partido Socialista Brasileiro (PSB)             | 311.346         | 3,92%           | 2          | 2          |
| 77                     | Solidariedade                                   | 274.173         | 3,45%           | 2          | 2          |
| 15                     | Movimento Democrático Brasileiro (MDB)          | 246.881         | 3,11%           | 2          | 1          |
| 12                     | Partido Democrático Trabalhista (PDT)           | 222.709         | 2,8%            | 1          | 2          |
| 20                     | Partido Social Cristão (PSC)                    | 195.628         | 2,46%           | 1          | 2          |
| 50                     | Partido Socialismo e Liberdade (PSOL)           | 148.051         | 1,86%           | 1          | Estável    |
| 70                     | Avante                                          | 121.860         | 1,53%           | 1          | Estável    |
| 51                     | Patriota                                        | 112.674         | 1,42%           | 1          | Estável    |
| 14                     | Partido Trabalhista Brasileiro (PTB)            | 52.108          | 0,66%           | 0          | —          |
| 23                     | Cidadania                                       | 35.956          | 0,45%           | 0          | —          |
| 35                     | Partido da Mobilização Nacional (PMN)           | 12.714          | 0,16%           | 0          | —          |
| 30                     | Partido Novo (NOVO)                             | 9.783           | 0,12%           | 0          | —          |
| 28                     | Partido Renovador Trabalhista Brasileiro (PRTB) | 7.264           | 0,09%           | 0          | —          |
| 35                     | Partido da Mulher Brasileira (PMB)              | 7.056           | 0,15%           | 0          | —          |
| 90                     | Partido Republicano da Ordem Social (PROS)      | 6.634           | 0,08%           | 0          | —          |
| 36                     | Agir                                            | 6.528           | 0,08%           | 0          | —          |
| 18                     | Rede Sustentabilidade (REDE)                    | 6.370           | 0,08%           | 0          | —          |
| 27                     | Democracia Cristã (DC)                          | 4.892           | 0,06%           | 0          | —          |
| 80                     | Unidade Popular (UP)                            | 2.844           | 0,04%           | 0          | —          |
| Total de votos válidos | Total de votos válidos                          | 7.940.192       | 89,55%          | 63         | 63         |
| → Votos em branco      | → Votos em branco                               | 480.573         | 5,42%           | 63         | 63         |
| → Votos nulos          | → Votos nulos                                   | 445.693         | 5,03%           | 63         | 63         |
| Total de votos         | Total de votos                                  | 8.866.459       | 78,64%          | 63         | 63         |
| Abstenções             | Abstenções                                      | 2.408.472       | 21,36%          | 63         | 63         |
| Eleitorado apto        | Eleitorado apto                                 | 11.291.528      | 11.291.528      | 11.291.528 | 11.291.528 |
| Fonte:                 |                                                 |                 |                 |            |            |